# اللوحة الغربية من القرن العشرين

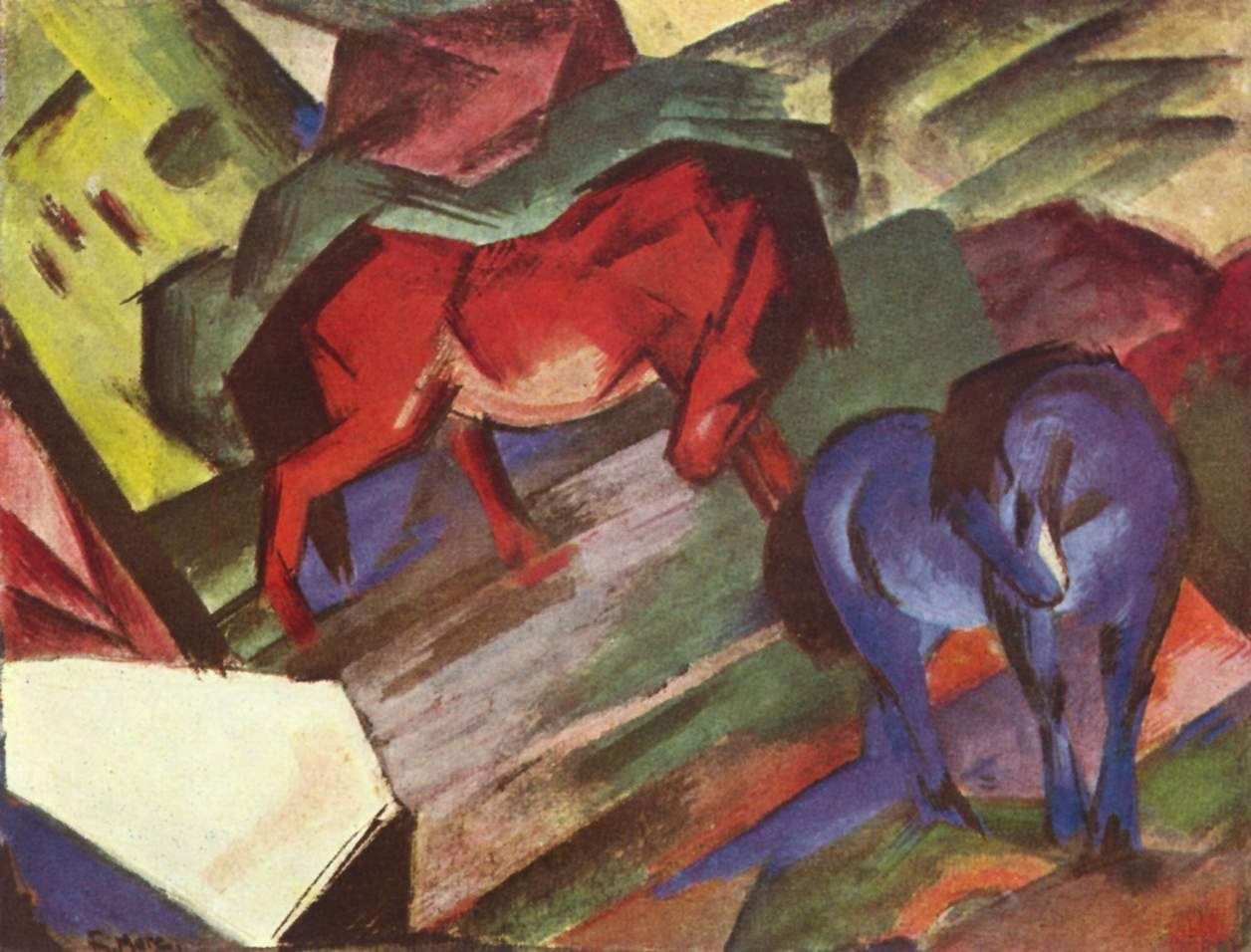
لوحة فرانتس مارك

تبدأ اللوحة الغربية من القرن العشرين مع تراث الرسامين في أواخر القرن التاسع عشر مثل فينسينت فان غوخ وبول سيزان وبول غوغان وجورج سورات وهنري دو تولوز لاوترك وغيرهم ممن كانوا عاملًا مهمًا في تطوير الفن الحديث. أحدث كل من هنري ماتيس والعديد من الفنانين الشباب الآخرين بمن فيهم جورج براك قبل التكعيبية وأندريه ديرين وراوول دافي وموريس دو فلامينك، ثورة في عالم الفن من خلال المناظر الطبيعية أو الأشكال التعبيرية متعددة الألوان «الجامحة» التي يسميها النقاد الحوشية. أظهرت النسخة الثانية من لوحة «الرقصة» لماتيس نقطة رئيسية في حياته المهنية وفي تطوير اللوحة الحديثة. عكست اللوحة افتتان ماتيس الأولي بالفن البدائي: إذ ينقل كل من اللون الدافئ الكثيف للأشكال المقابلة لخلفية الزرقاء والخضراء الباردة والتعاقب الإيقاعي الراقصين العراة، مشاعر التحرر العاطفي واللذة.
تأثر بيكاسو في البداية بتولوز لوتريك وغوغان وغيرهم من المبتكرين في أواخر القرن التاسع عشر، وقدم لوحاته التكعيبية الأولى على أساس فكرة سيزان بأن تصوير الطبيعة يمكن اختزاله إلى ثلاثة أشكال صلبة: المكعب والكرة والمخروط. في لوحة آنسات أفنون (1907)، أنشأ بيكاسو صورة جديدة راديكالية تصور مشهدًا لبيت دعارة بدائي تظهر فيه خمس عاهرات رسمهن بشكل عنيف، مما يذكرنا بالأقنعة القبلية الإفريقية واختراعاته التكعيبية الجديدة. طُورت التكعيبية التحليلية التي تتمثل من خلال لوحة الكمان والشمعدان، باريس بالاشتراك بين بابلو بيكاسو وجورج براك منذ نحو عام 1908 وحتى عام 1912. اتبعت التكعيبية التركيبية التكعيبية التحليلية وتميزت بإدخال مواد وسطوح مختلفة وكولاج وملصقات الورقية ومجموعة كبيرة ومتنوعة من المواضيع المدمجة.
كانت التكعيبية الكريستالية شكلًا مستخلصًا من التكعيبية يتفق مع التحول بين عامي 1915 و1916 باتجاه التركيز القوي على النشاط السطحي المستوي والمستويات الهندسية الكبيرة المتداخلة، مارسها كل من براك وبيكاسو وجان ميتزينغر وألبرت غليزس وخوان غريس ودييغو ريفيرا وهينري لاورنس وجاك ليبشيتز وألكسندر آرتشيبنكو وفرنارد ليجيه والعديد من الفنانين الآخرين من عشرينيات القرن العشرين.
ظهرت عدة حركات في باريس خلال السنوات بين عام 1910 ونهاية الحرب العالمية الأولى وبعد ذروة التكعيبية. انتقل جورجيو دو شيريكو إلى باريس في يوليو من عام 1911، حيث انضم إلى شقيقه أندريا (الشاعر والرسام المعروف باسم ألبرتو سافينيو). التقى من خلال شقيقه ببيير لابراد، عضو في هيئة المحلفين صالون دوتون، حيث عرض ثلاثة من أعماله التخيلية: لغز أوراكل ولغز في فترة ما بعد الظهر وبورتريه شخصي. عرض عمله في عام 1913، في صالون دي إينديبيندانت وصالون دوتون، حيث لاحظ عمله بيكاسو غيوم أبولينير وغيرهما. تلعب لوحاته المقنعة والغامضة دورًا أساسيًا في بدايات السريالية المبكرة. تُعد أغنية الحب (1914) واحدة من أشهر أعمال دي شيريكو وهي مثال مبكر على الأسلوب السريالي، على الرغم من أنها رُسمت قبل عشر سنوات من الحركة «تأسست» على يد أندريه بريتون في عام 1924.
ظهرت عدة حركات مهمة أخرى في العقدين الاولين من القرن العشرين، مع تطور التكعيبية، ومن هذه الحركات: المستقبلية (جياكومو بالا) والفن التجريدي (فاسيلي كاندينسكي) والفارس الأزرق (كاندينسكي وفرانتس مارك) والباوهاوس (كاندينسكي وبول كلي) والأورفية (روبرت ديلوناي وفرانتشيك كوبكا) والتزامنية (مورغان راسل وستانتون ماكدونالد- رايت) ودي ستايل (ثيو فان دويسبرغ وبيت موندريان) والتفوقية (كازيمير ماليفتش) والبنائية (فلاديمير تاتلين) والدادائية (مارسيل دوشامب وبيكابيا وجان أرب) والسريالية (جورجيو دو شيريكو وأندريه بريتون وخوان ميرو ورينيه ماغريت وسيلفادور دالي وماكس إرنست). أثر الرسم الحديث على جميع أنواع الفنون البصرية ابتداءً من العمارة الحديثة والتصميم وصولًا إلى الفيلم الطليعي والمسرح والرقص الحديث، وأصبح مختبرًا تجريبيًا للتعبير عن الخبرة البصرية، من التصوير الفوتوغرافي والشعر الخرساني حتى فن الإعلان والأزياء. كان للوحات فان غوخ تأثير كبير على التعبيرية في القرن العشرين، ويمكن رؤية ذلك في عمل الحوشية والجسر (مجموعة بقيادة الرسام الألماني إرنست كيرشنر)، وتعبيرية كل من إدوارد مونش وإيغون شيلي ومارك شاغال وأميديو موديلياني وشايم زوتيني وغيرهم.

## أوائل القرن العشرين

### رواد التجريد
يعتبر فاسيلي كاندينسكي، وهو رسام روسي وفنان الطباعة الفنية ومنظر الفن، بشكل عام أول رسام رائد في الفن التجريدي الحديث. باعتباره أحد أنصار الحداثة الأوائل، بحث عن أساليب جديدة للتعبير البصري والتعبير الروحي، وفسر –كما فعل الثيوصوفيون والمنجمون المعاصرون- أن التجريد البصري النقي كان له اهتزازات طبيعية مع الصوت والموسيقى. اقترحوا أن التجريد الخالص يمكن أن يعبر عن الروحانية الخالصة. حملت أعماله التجريدية الأولى عنوان التكوين السابع، والتي كانت تتصل بأعمال الملحنين الموسيقيين. كان لكاندينسكي العديد من النظريات حول الفن التجريدي في كتابه المتعلق بالروحانية في الفن. ارتبطت أعمال الفنان موندريان أيضًا بدراساته الروحية والفلسفية. أصبح في عام 1908 مهتمًا بالحركة الثيوصوفية التي أطلقتها هيلينا بتروفنا بلافاتسكي في أواخر القرن التاسع عشر. اعتقد بلافاتسكي أنه من الممكن الحصول على معرفة أكثر عمقًا من تلك التي توفرها الوسائل التجريبية، واستوحى موندريان الكثير من أعماله من بحثه عن تلك المعرفة الروحانية حتى نهاية حياته. تتضمن قائمة رواد التجريدية المبكرة أيضًا الرسامة السويدية هيلما آف كينت والرسام الروسي كازيمير مالفيتش والرسام السويسري بول كلي. كان روبرت ديلوناي فنانًا فرنسيًا ارتبط اسمه بالأورفية، (تذكرنا بالربط بين التجريد الخالص والتكعيبية). أصبحت أعماله فيما بعد أكثر تجريدية وتذكرنا بأعمال بول كلي. تشير مساهماته الرئيسية في الرسم التجريدي إلى استخدامه الجريء للألوان وحبه الواضح لتجريب العمق ودرجة اللون. بدعوة من كاندينسكي، انضم ديلوناي وزوجته الفنانة سونيا ديلوناي إلى الفارس الأزرق، وهي مجموعة من الفنانين التجريديين من ميونخ عام 1911، لتتحول أعماله إلى التجريدية. هناك مجموعة أخرى من رواد التجريدية من بينهم الرسام التشيكي، فرانتيش كوبكا والأمريكيين ستانون ماكدونالد- رايت ومورغان راسل اللذين أسسا في عام 1912 التزامنية، وهي حركة فنية تشيه الأورفية.